# Polk Township (Contea di Atchison, Missouri)
Polk Township è una delle 11 township nella Contea di Atchison dello Stato del Missouri, Stati Uniti d'America.

## Geografia fisica
Polk Township si estende su una superficie di 161,41 km².